# 天命 (2013年のテレビドラマ)
『天命』（てんめい）は、韓国の公共放送局KBSで2013年に放送された全20話の連続テレビドラマである。脚本をチェ・ミンギとユン・スジョンが書き、演出をイ・ジンソとチョン・ウソンが担当した。主人公である李氏朝鮮の内医院の医官役はイ・ドンウクが演じた。
原題は『天命：チョソンパン トマンジャ イヤギ』（直訳は『天命：朝鮮版逃亡者の話』）である。
韓国で2013年4月24日から6月27日まで毎週水曜と木曜の夜10時ごろから約1時間「KBS2TV水木ドラマ」として2か月間に渡って放送された。視聴率は、第7回に約10%の最高視聴率を記録し、最終回の第20回も同じく約10%だった。
日本では、2014年1月にDVDのレンタルが開始され、翌月2月にはDVDで全2巻のセットが発売された。DVDは日本語字幕付きで日本語吹き替えも収録されている。テレビでは地上波の初放送として2014年4月から5月にかけてTV TOKYOの「韓流プレミア」枠で放送された。他にKBS WORLDやBS JAPAN、BS朝日でも放送された。またインターネット上の有料動画配信サービスサイトGYAO!で2015年8月から配信もされている。

## 登場人物
チェ・ウォン (최원)
演 - イ・ドンウク　声 - 咲野俊介
本作の主人公。内医院の医官。
チェ・ラン (최랑) 声 - 多田このみ
演 - キム・ユビン (俳優)
チェ・ウォンの一人娘。
ホン・ダイン (홍다인) 声 - 中村千絵
演 - ソン・ジヒョ
内医院の医女。
李峼 (イ・ホ、이호) 声 - 遊佐浩二
演 - イム・スロン
中宗の子。後の第12代国王仁宗。
文定王后 (ムンジョン・ワンフ、문정왕후) 声 - 田村聖子
演 - パク・チヨン
中宗の3人目の王妃。小尹派（ソユン派）。
イ・ジョンファン (이정환) 声 - 岡野浩介
演 - ソン・ジョンホ
チェ・ウォンを追跡する義禁府の都事（トサ）。
コノ (곤오) 声 -
演 - キム・ユンソン
イ・ジョンファンの部下。
ソベク (소백)
演 - ユン・ジニ
コチルの娘。
チェ・ウヨン (최우영)
演 - カン・ビョル
チェ・ウォンの妹。
チェ・チャンソン (최창손)
演 - チャン・ヨンボク
チェ・ウォンの祖父。
チェ・ヒョング (최형구)
演 - コ・インボム
チェ・ウォンの父。
クム・オク (금옥)
演 - ユ・チェヨン
チェ・ウォンの継母。
ミン・ドセン (민도생)
演 - チェ・フィリップ
内医院の侍医で、チェ・ウォンの友。
ウォルハ (월하)
演 - チョン・ユンソン
ミン・ドセンの恋人。
中宗 (チュンジョン、중종)
演 - チェ・イルファ
李氏朝鮮の第11代国王。
長今 (チャングム、장금)
演 - キム・ミギョン
中宗の主治医。
慶源大君 (キョンウォン・テグン、경원대군)
演 - ソ・ドンヒョン
後の第13代国王明宗。文定王后の子。
キム・チヨン (김치용)
演 - チョン・グクファン
右議政。小尹派。
ユン・ウォンヒョン (윤원형)
演 - キム・ジョンギュン
文定王后の弟。小尹派。
チョンボン (천봉)
演 - イ・ジェヨン
深谷志士（シムゴクシシ）。
チャン・ホンダル (장홍달)
演 - イ・ヒド
ホン・ダインの養父。
トムン (도문)
演 - ファン・ソンウン
チャン・ホンダルの養子。
トクパル (덕팔)
演 - チョ・ダルファン

イム・コクチョン (임꺽정)
演 - クォン・ヒョンサン
頭目の右腕。
コチル (거칠)
演 - イ・ウォンジョン
ソベクの父。
ケパルソン (개팔손)
演 - パク・ソヌ

マクポン (막봉)
演 - ユン・ギウォン
詐欺師。
ピルトゥ (필두)
演 - キム・ヒョンボム
チェ・ウォンの親友。
ムミョン (무명)
演 - キム・ドンジュン
刺客。
囚人1
演 - サムエル・カン

ヨングム (연금)
演 - ミラム